# マシーン日記
『マシーン日記』（マシーンにっき）は、松尾スズキが手掛け、1996年に初演された舞台作品。
2021年に再演された。演出は大根仁。主演は関ジャニ∞の横山裕。以下、この再演を中心に記述する。

## 2021年の上演
本作は、Bunkamuraシアターコクーンの芸術監督である松尾スズキがクリエイターを指名し、自身の過去作品を“新演出”で蘇らせる「COCOON PRODUCTION」シリーズの一環として上演された。
本作の劇伴は全てサカナクションの岩寺基晴、江島啓一、岡崎英美、草刈愛美が担当している。
本作で演出を担当した大根仁は、2003年にフジテレビ系『演技者。』内でドラマ化された際にも演出を担当している。
本作発表当初は、2021年2月3日からの公演開始を予定していたが、新型コロナウイルス「COVID-19」の影響を受け、同月3日18:30開演、5日13:30開演、6日13:30開演の3公演が中止となり、同月6日18:30開演の公演が本作の封切りとなった。

### 公演情報
- 東京公演
  - 2021年2月6日[注 1] - 2月27日：Bunkamuraシアターコクーン
- 京都公演
  - 2021年3月5日 - 3月15日：ロームシアター京都 メインホール

### キャスト
- ミチオ：横山裕
- アキトシ：大倉孝二
- サチコ：森川葵
- ケイコ：秋山菜津子

### スタッフ
- 作：松尾スズキ
- 演出：大根仁
- 音楽：サカナクション（岩寺基晴、江島啓一、岡崎英美、草刈愛美）
- 美術：石原敬
- 照明：三澤裕史
- 音響：山本浩一
- 映像：上田大樹
- 衣裳：髙木阿友子
- ヘアメイク：稲垣亮弐
- 振付：HIDALI
- 演出助手：井口綾子
- 舞台監督：齋藤英明、幸光順平